# Parque Histórico General Bento Gonçalves
O  Parque Histórico General Bento Gonçalves é uma  instituição vinculada à Secretaria de Estado da Cultura – SEDAC do Rio Grande do Sul, foi criado através do Decreto Nº 21.624, em 28 de janeiro de 1972. Está localizado na antiga Sesmaria do Cristal, originada por uma doação de terras feita por D. João VI ao alferes Joaquim Gonçalves da Silva, pai do líder farroupilha Bento Gonçalves da Silva.
Com área de aproximadamente 280 hectares, o PHGBG possui mata nativa, açudes, campos e banhados, além de espaço destinado a acampamento. Além de possuir no interior de sua mata nativa, trincheiras possivelmente referentes a Revolução Farroupilha. No seu interior foi construída, em 1976, junto às ruínas da casa original, uma réplica daquela que pertenceu ao General Bento Gonçalves da Silva, na qual ele viveu os últimos anos de sua vida. Nela existe um museu, com réplicas da indumentária farroupilha. Além do significado histórico, o PHGBG, possui uma riqueza natural, sendo o habitat de várias espécies de animais e vegetais. Ao fundo, o Parque é contemplado pelo rio Camaquã. O museu localiza-se na BR-116, km 423, no município de Cristal.